# Daydream (album de Mariah Carey)
Pour les articles homonymes, voir Daydream.
Albums de Mariah Carey
Merry Christmas
(1994) Butterfly
(1997)
Singles
Daydream est le cinquième album studio de Mariah Carey, sorti le 3 octobre 1995 sous le label Columbia Records. L'album se penche plus vers le hip-hop et le R&B en comparaison avec ses albums précédents, Music Box et Merry Christmas. Tout au long de l'enregistrement, Carey collabore avec Walter Afanasieff qui a écrit et produit la plupart des chansons de ses albums précédents. Avec Daydream, Carey prend plus de contrôle sur le style et la structure musicale de l'album. La chanteuse considère Daydream comme le début de sa métamorphose musicale et vocale, un changement devenu plus évident dans Butterfly. Durant la production de l'album, Carey prend quelques distances avec Columbia Records et Tommy Mottola.
Pour Daydream, Carey travaille avec Jermaine Dupri pour la première fois. Elle coécrit et produit une chanson avec Kenneth "Babyface" Edmonds, le producteur de son album Music Box. C'est également la première fois qu'elle collabore avec les Boyz II Men, un groupe R&B composé de quatre hommes. Ensemble, ils écrivent One Sweet Day et la font produire par Afanasieff. Avec l'aide de ces quelques producteurs, elle a été capable de faire une transition dans le R&B. Daydream est nommée six fois lors de la 38e cérémonie des Grammy Awards, au cours de laquelle Carey chante plusieurs de ses chansons. En raison du succès commercial et critique que l'album connaît à l'époque, les critiques estiment que Carey devrait être l'une des grandes gagnantes de la soirée. Cependant, à sa grande déception, elle perd toutes ses nominations et cette histoire devient un sujet à polémique.
Six singles accompagnent la sortie de l'album. Le premier, Fantasy, reste numéro un du Billboard Hot 100 pendant huit semaines et est le second single le plus vendu en 1995. La chanson arrive en tête des hits-parades australien, canadien et néo-zélandais et dans le top 5 finlandais, français et britannique. One Sweet Day est le second single de Daydream. La chanson est connue pour être restée seize semaines en tête du Hot 100. Elle est également numéro un au Canada et en Nouvelle-Zélande et atteint le top 5 des hits-parades australien, français, irlandais et néerlandais. Les six singles de Daydream permettent à Carey de rester six mois en tête du Hot 100. Pour promouvoir Daydream, la chanteuse s'embarque dans une petite tournée, le Daydream World Tour.
Daydream est considéré comme le meilleur album de la chanteuse par les critiques. Critiques qui font l'éloge des textes et du style musical. Parallèlement, l'album reçoit un fort succès commercial. Il est numéro un des ventes dans neuf pays et dans le top 5 de la plupart des autres pays. Il est le second album de Mariah Carey à être certifié disque de diamant par la Recording Industry Association of America (RIAA) pour la vente de dix millions d'exemplaires. Au Japon, il est le troisième album le mieux vendu par une artiste non asiatique. À l'échelle mondiale, Daydream s'est vendu à plus de 25 millions d'exemplaires.

## Genèse
En plus d'être le second album le mieux vendu de Carey, les influences de Daydream sont plus personnelles. Durant la production de l'album, Carey a évolué en tant qu'artiste et en tant qu'auteur. Pour la première fois de sa carrière, elle est capable de choisir sa propre musique, le R&B et le hip-hop. Mais si l'équipe de Columbia est plus clémente avec Carey quant à sa musique, elle devient hésitante lorsque la chanteuse décide de coopérer avec Ol' Dirty Bastard pour un remix. En effet, ils craignent que cela puisse avoir de mauvaises conséquences sur le succès de l'album. Lors d'une interview avec Entertainment Weekly, Carey exprime ouvertement sa relation avec Columbia :

« Tout le monde me disait : « Es-tu folle ? ». Ils sont inquiets à l'idée de changer les habitudes. Ils veulent juste que je chante une ballade sur scène en robe longue. »

Tandis que les nouvelles inspirations musicales de la chanteuse causent des tensions entre Columbia et elle, sa relation avec son mari Tommy Mottola se détériore. Mottola s'est toujours impliqué dans la carrière de Carey du fait qu'il est à la tête de Sony Music, la compagnie mère de son label. Depuis le début de sa carrière, il a contrôlé de près tous ses aspects, en gardant la même sonorité et en faisant en sorte qu'elle continue à faire de la musique pop malgré son intérêt pour le hip-hop.
« Ce que j'ai essayé de faire, c'est de mettre, en quelque sorte, beaucoup de chansons qui reflètent ce que je pense, et vous savez, j'essaie de donner un peu plus de créativité avec ça ».
Carey dit qu'elle n'a jamais essayé de changer la situation car « elle est timide et écoute ce que les gens disent ». Toutefois, le contrôle qu'exerce Mottola depuis le début de sa carrière « s'est retrouvé dans leur vie privée » une fois mariés, et leurs disputes ont commencé à augmenter. Bientôt, leur mariage devient un désastre, comme le dit Vanity Fair dans un article : « le couple commence à se disputer sans cesse ». Carey est très impliquée dans le projet, plus qu'elle ne l'a jamais été sur un album. « Je suis entrée dans une phase où il fallait enregistrer, enregistrer, enregistrer très vite », dit-elle au Time. « Cette fois, j'avais plus de temps, et je me suis concentré sur ce que je voulais faire ». Comme la carrière de Carey continue à s'orienter sur son point de vue, son mariage avec Tommy Mottola continue à se « détériorer ».

## Production et structure musicale
L'une des premières chansons qui a été enregistrée pour l'album est Fantasy. Carey commence à écrire des chansons pour Daydream et décide d'échantillonner Genius of Love (en) pour une chanson rythmée. Elle a toujours apprécié cette chanson et par la suite, Carey et Dave Hall intègrent l'échantillon dans les paroles et la mélodie qu'elle a déjà produites. Hall développe un groove particulier qui lui semble susceptible de « mettre la voix de Carey en évidence ». Carey travaille avec le producteur Puff Daddy pour créer un remix. Ce remix contient quelques passages de rap par Ol' Dirty Bastard car Carey admire beaucoup le hip-hop. Elle félicite le travail de Puffy et O.D.B en disant : « Il est tellement connu dans la rue et l'une des meilleures personnes que l'on puisse trouver... Nous avons fait en sorte d'amener O.D.B au meilleur niveau. Il était mon unique choix et j'étais très heureuse de voir ce que cela a donné. » One Sweet Day est une chanson écrite par Carey et Boyz II Men. Après la mort de David Cole, producteur et ami de Carey, la chanteuse souhaite écrire une chanson qui lui rend hommage ainsi qu'à tous les amis et proches que ses fans ont perdus. Carey compose le refrain et après un entretien avec Boyz II Men, ils arrivent à se mettre d'accord pour le développement. Ensemble, ils composent la chanson à partir du refrain de Carey. Walter Afanasieff produit ensuite la chanson et ajoute d'autres rythmes et grooves à la mélodie. Carey explique ce qu'elle voulait faire avec la chanson et comment ce scénario s'est mis en place :

« J'ai d'abord écrit One Sweet Day avec Walter, et j'ai fait le refrain... puis je me suis dit : « J'ai envie de la faire avec Boyz II Men », parce que... je suis, sans conteste, une grande fan et je pense que leur travail est très réussi, je me suis donc dit : « Dieu sait ce qu'il va se passer mais je ne veux pas terminer la chanson toute seule car je veux que cela soit notre chanson si jamais nous devions la faire ensemble ». Quand vous perdez des proches, cela change votre vision du monde et votre perspective. Lorsqu'ils sont arrivés au studio, je leur ai présenté mon idée puis ils se sont regardés, un peu étonnés, et m'ont dit que Nathan Morris avait écrit une chanson pour son manager quand il est mort. Elle a pratiquement les mêmes paroles et les mêmes accords. C'était vraiment bizarre, nous avons terminé la chanson. Il ne manquait plus qu'à voir ce que cela donnait. Je sais que certaines personnes ne le croiront pas, mais c'est vraiment une histoire folle. »

Jermaine Dupri, qui devient célèbre à cette période, commence à travailler avec Carey pour cet album. Carey dit qu'elle a travaillé avec Jermaine Dupri car il y a « une atmosphère vraiment différente ». De plus, Carey demande de l'aide à Manuel Seal, un producteur de hip-hop et de RnB contemporain. Lorsque Seal joue différentes tonalités sur un piano, Carey lui donne la mélodie qu'elle « avait dans la tête » et commence à fredonner la phrase « toujours mon bébé ». Ils enregistrent donc Always Be My Baby. La chanson est soutenue par des chœurs qui chantent dans des registres graves tandis que la chanteuse chante dans un registre aigu, créant un « effet de doublage ». Always Be My Baby est une ballade de style pop et en même temps RnB contemporain. Underneath the Stars est la première chanson enregistrée pour Daydream. La chanson présente un « esprit soul des années 1970 » et quelques effets sonores donnent à la chanson un son authentique des années 1970. Carey pense que la chanson rendrait hommage au style de Minnie Riperton, l'une des influences vocales de la chanteuse. La chanson a un son agréable et montre une face de Carey plus créative.
Pour l'album, Carey reprend Open Arms de Journey. C'est un choix personnel de la chanteuse. Avec Afanasieff, ils changent l'arrangement musical pour le rendre plus impeccable, surtout en comparaison avec « le brut et puissant One Sweet Day ». De plus, avec l'aide des chœurs, Carey ajoute une touche de gospel à la chanson. L'une des autres chansons les plus influencées par le gospel est I Am Free. La chanson a été composée par Carey, Afanasieff et Loris Holland, qui a déjà travailler avec elle sur Merry Christmas. La chanteuse a commencé à fredonner la chanson avec les paroles qu'elle avait déjà écrites tandis que Holland jouait de l'orgue et Afanasieff mixait. Holland ayant montré qu'il pouvait être calme, il donne un véritable esprit gospel à la chanson. Le refrain est sophistiqué et chaque parole « dévale vers une autre », quelque chose qui aurait été difficile pour un « chanteur moins qualifié ». Carey commence à prendre de la distance avec la « ballade standard de Céline Dion » pour plus de rythmes R&B. Cependant, elle ne va pas complètement abandonner le type de chansons qui l'ont rendu célèbre. C'est pour cette raison qu'elle écrit When I Saw You avec Afanasieff, une chanson qui incarne certains de ses travaux antérieurs et montre ainsi sa voix. Revenant dans le territoire R&B, Carey enregistre Long Ago, la seconde chanson qu'elle écrit avec Dupri et Seal et contient un fond de hip-hop. Dans la chanson, sa voix « glisse à travers la bassline insistante comme de la soie ».
Melt Away est une chanson produite par Carey et coécrite avec Babyface. L'écriture et la production sont « superbes » et chaque couplet se glisse dans le refrain. Selon Chris Nickson, Underneath the Stars est une chanson « aussi bien solide que n'importe quel rythme lent sorti dans les années 1990, et qui trouverait beaucoup de saveur la nuit avec des danseurs ». Une autre chanson qui rappelle plusieurs décennies antérieures est Forever. Ce retour dans le passé se retrouve avec les changements d'accords et de la manière dont l'arpège des guitares « reste au-devant de la musique ». La chanson affiche le chant de Carey ainsi qu'une richesse indéniable. Daydream Interlude (Sweet Fantasy Dub Mix) est une des pistes les plus animées de l'album. La chanson est un remix de Fantasy, remixé par le célèbre producteur de house music David Morales. La chanson a été produite pour être une chanson dance-club, élargissant l'« horizon musical » de Carey. Elle incorpore la voix de la chanteuse en y ajoutant un rythme house, quelque chose qu'il a l'intention de faire dans ses singles à venir. Looking In est la dernière chanson de l'album. Elle est la chanson la plus personnelle de Carey à l'époque, un moment où elle se met à « nu » et se « libère ». Selon, Chris Nickson :

« [La chanson] reflète sa vie actuelle, les changements qu'elle a vécus et la différence entre la perception publique de Mariah Carey et sa vraie personnalité. Intime et révélatrice, c'est une fin appropriée pour l'album, et il est évident que Mariah évolue, change, devient elle-même, confidente et sur d'elle et de ce qu'elle pourrait faire. »

## Accueil

### Accueil critique
Daydream a reçu de très bonnes critiques depuis sa sortie. Les critiques félicitent le changement de style de Carey depuis ses albums précédents et certains d'entre eux le considèrent comme son meilleur album,. Bill Lamb d'About.com lui donne la note de quatre étoiles sur cinq. Le critique compliente les directions de l'album et le considère comme un « mélange quasi parfait de R&B/Hip-Hop et de ballades ». Il fait l'éloge, en particulier de Fantasy en disant : « Le très bon rythme de Genius of Love rend Fantasy tout à fait irrésistible ». Il fait de même avec One Sweet Day en écrivant : « Ensemble [avec les Boyz II Men], ils transforment cette ballade plutôt morose en prestation remplie d'espérance ». Le journaliste Stephen Thomas Erlewine d'AllMusic donne une note de quatre étoiles et demie sur cinq. Il considère Daydream comme son meilleur album et dit : « Mariah Carey sait comment construire un album. Entre le R&B urbain de Fantasy et des ballades comme One Sweet Day, un duo avec Boyz II Men, Carey réussit à attirer son public parce qu'elle donne beaucoup d'efforts pour réaliser ses albums. Daydream est son meilleur album à ce jour, avec une grande sélection de chansons et une prestation remarquable de Carey. Daydream montre que Carey continue à se perfectionner dans le métier et a gagné son statut de diva R&B/pop ». Lors de sa critique, Ken Tucker, d'Entertainment Weekly, considère Daydream comme « son meilleur album depuis ses débuts en 1990 », en ajoutant : « En fait, c'est de loin la meilleure collection que Carey ait sorti depuis son premier album en 1990, l'album Daydream ressemble plus à ses grooves R&B ». Tucker complimente plus particulièrement One Sweet Day, Always Be My Baby, Forever et Daydream Interlude (Fantasy Sweet Dub Mix) en disant : « One Sweet Day, sa collaboration avec Boyz II Men, dégage une sensualité pleine d'aplomb que Carey, pour tout son personnage public de dévergondée, révèle rarement dans une chanson. J'aime le rythme détendu d'Always Be My Baby et le tempo de Forever. Mais ce que beaucoup de fans trouveront comme piste désinvolte, c'est Daydream Interlude (Fantasy Sweet Dub Mix), une piste où la chanteuse se définit réellement. À ce point, Carey est une diva du disco des années 90, une digne successeur de Donna Summer et Vicky Sue Robinson, des chanteuses R&B ayant des affinités infinies ».
Stephen Holden, journaliste du New York Times donne un avis positif sur l'album. Il dit de Daydream : « L'écriture de Mme Carey a fait un bond en avant, elle est plus détendue, plus sexy et s'éloigne de tous ces clichés ». Il fait l'éloge de Fantasy : « Mme Carey se glisse confiante dans un territoire où la pop-soul-gospel rencontre le hip-hop et enregistre des chansons avec les plus grandes chorales ». De plus, il complimente One Sweet Day, Melt Away, Always Be My Baby et Underneath the Stars qui font, selon lui, partie du « meilleur de l'album ». People donne également une critique positive et ajoute : « son quatrième et meilleur album ». Le magazine fait l'éloge de l'album et de ses chansons en disant : « Daydream dépasse ses prédécesseurs car son matériel est plus funky et plus doux. Carey a un meilleur contrôle sur son instrument—sa voix confirmant une grande énergie et agilité. Elle donne encore un peu de lourdeur dans des moments où il faut de la ferveur comme dans Melt Away que Carey a écrit avec Babyface. Pour la plupart, elle bourdonne de force en puissance, de la bravoure sur One Sweet Day, un duo avec Boyz II Men, au grand gospel I Am Free, qui a eu ambiance tellement religieuse que vous pouvez déjà entendre les femmes applaudir ». Même si l'album reçoit de très bonnes critiques, la reprise d'Open Arms n'a pas été appréciée. Bill Lamb estime que la chanson « manque d'inspiration » et écrit : « c'est tout simplement la sélection d'une chanson sans inspiration ». Stephen Thomas Erlewine donne aussi une critique négative, la qualifiant de « médiocrité ». Stephen Holden donne un avis négatif pour Open Arms en disant : « un gros dysfonctionnement pop-gospel ».

### Succès commercial
Daydream entre dans le Billboard 200 à la première place car il se vend à 224 000 exemplaires cette semaine. Il conserve cette position pendant six semaines non consécutives et dans le top 10 pendant 29 semaines. Il se vend à 760 000 exemplaires lors de la semaine de Noël en 1995 et devient la plus grosse vente de la semaine. Il atteint également la première place du Top R&B/Hip-Hop Albums. Daydream est le second album le plus vendu de l'année 1996 et le 18e de la décennie aux États-Unis,. Selon Billboard, Daydream s'est vendu à 7 556 000 exemplaires aux États-Unis en excluant les ventes de BMG. Aux États-Unis, Daydream est l'album de Carey qui s'est le mieux vendu et est certifié disque de diamant par la Recording Industry Association of America (RIAA) pour la vente de dix millions d'exemplaires,.

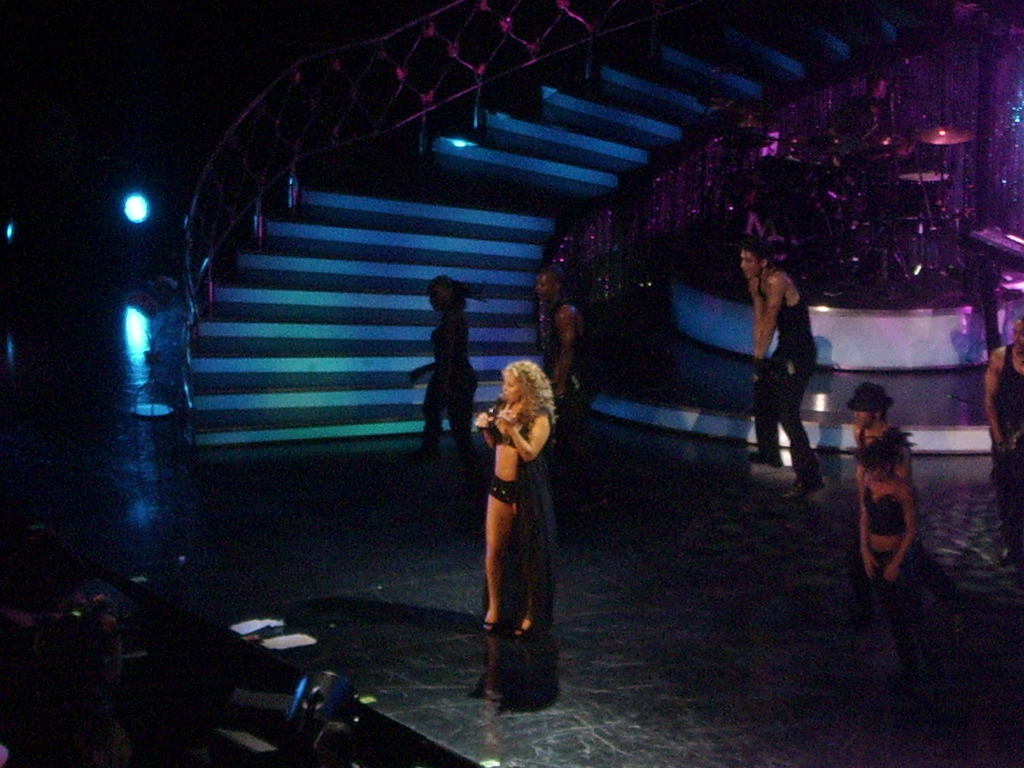
Carey en concert, lors des Adventures of Mimi Tour

Au Canada, Daydream arrive en seconde position des ventes et est certifié sept-fois disque de platine par la Canadian Recording Industry Association (CRIA),. L'album a beaucoup de succès en Europe. Il est numéro un en Allemagne, aux Pays-Bas, au Royaume-Uni et en Suisse,,,. En France, Daydream arrive en deuxième place et est certifié double disque de platine par le Syndicat national de l'édition phonographique (SNEP),. Les ventes y sont estimées à 730 400 exemplaires. Daydream est certifié triple disque de platine par l'International Federation of the Phonographic Industry (IFPI) pour la vente de trois millions d'exemplaires à travers l'Europe.
En Australie, Daydream est certifié quintuple disque de platine par l'Australian Recording Industry Association (ARIA) pour la vente de 350 000 exemplaires. L'album termine à la neuvième place des classements annuels australiens de 1995 et 1996,. Au Japon, Daydream est en tête des ventes selon les classements Oricon. Selon Billboard, Daydream est le troisième album le plus vendu au Japon par une artiste non-asiatique, dépassant les 2 100 000 copies. Daydream est l'un des albums qui s'est le mieux vendu dans le monde avec plus de 25 millions d'exemplaires.

## Singles
Six singles sont issus de Daydream. Fantasy est le premier et sort le 12 septembre 1995. La chanson débute à la première place du Billboard Hot 100 et devient la première artiste féminine et la seconde à accomplir cet exploit. La chanson reste huit semaines en tête des ventes et est numéro un en Australie et Nouvelle-Zélande,,. Elle atteint le top 5 en Finlande, France, Royaume-Uni et Wallonie. Aux États-Unis, Fantasy est le second single le plus vendu en 1995 avec 1 500 000 exemplaires écoulés. One Sweet Day est le second single. Aux États-Unis, il bat le record de présence à la première place, soit seize semaines, du 2 décembre 1995 au 16 mars 1996. La chanson rencontre un succès mondial en étant numéro au Canada et en Nouvelle-Zélande tout en étant dans le top 5 en Australie, en France, en Irlande et aux Pays-Bas. Open Arms est le troisième single dans certains pays européens et sort le 5 décembre 1995. La chanson rencontre du succès au Royaume-Uni, en Irlande et en Nouvelle-Zélande où elle arrive à la quatrième, septième et huitième places,,. Par contre, elle est un échec commercial dans le reste de l'Europe comme en Allemagne, Belgique et France, où elle est juste dans le top 30.
Always Be My Baby est le quatrième single de l'album. La chanson débute en deuxième place du Hot 100 et manque de devenir la troisième entrée de Carey en numéro un (ce qu'elle réalisera plus tard avec Honey en 1997). Elle atteint finalement la première place et y reste deux semaines tandis qu'elle conserve la seconde place pendant neuf semaines. Always Be My Baby rencontre moins de succès que les deux premiers singles. Elle atteint le top 5 au Canada, en Nouvelle-Zélande et au Royaume-Uni mais est en dehors du top 10 dans les autres pays. Forever a été choisi pour être le cinquième single de Daydream. Elle n'entre pas dans le Hot 100 mais dans le top 10 du Hot 100 Airplay. La chanson arrive quand même à la onzième place du hit-parade canadien. Underneath the Stars est le sixième et dernier single. Décrite par Carey comme l'une de ses chansons favorites, Underneath the Stars reçoit une sortie commerciale très limitée et entre difficilement dans le Hot R&B/Hip-Hop Songs.

## Promotion

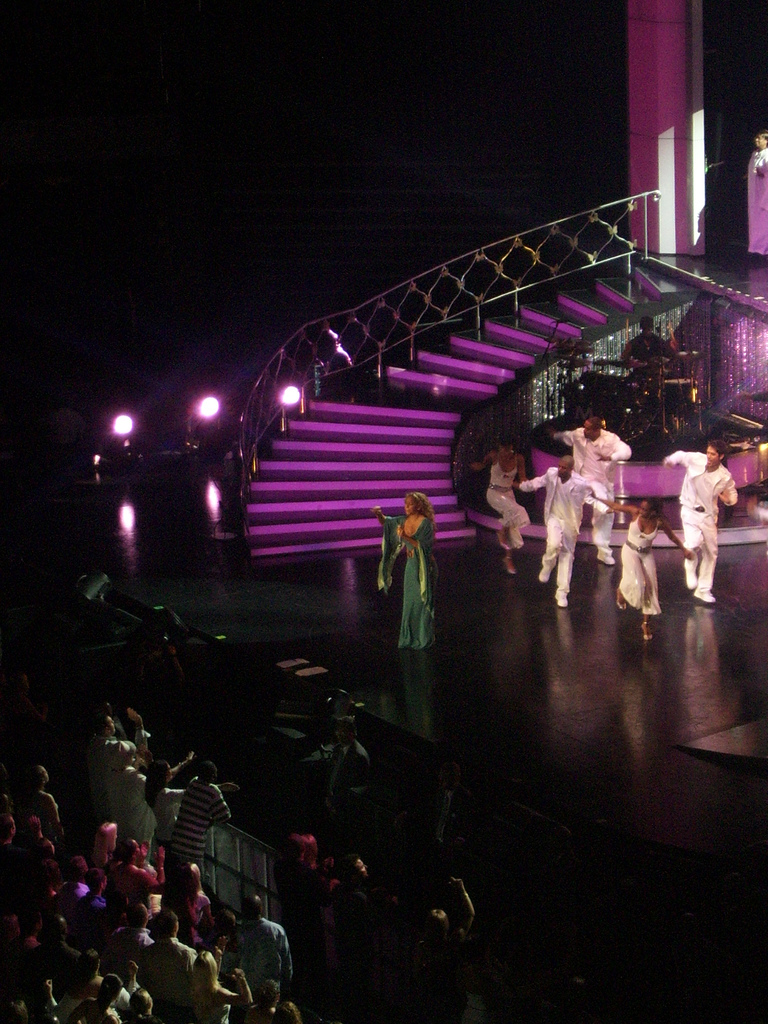
Carey interprétant Make It Happen lors des Adventures of Mimi Tour.

Pour promouvoir son album, Carey entame alors une seconde tournée. Au début, elle n'avait pas prévu une tournée à cause du voyage, long et ennuyeux, mais elle accepte à la suite des demandes de ses fans. Elle se produit au Japon et aussi en Europe mais pas aux États-Unis, peut-être à cause du succès mitigé qu'a connu le Music Box Tour trois ans auparavant. Tous les concerts sont à des dates éloignées, de sorte que sa voix puisse se reposer : « C'est vraiment pénible de chanter mes chansons une à une, mais je suis vraiment impatiente d'y être ». Beaucoup de musiciens rejoignent la chanteuse pour la tournée, comme Randy Jackson, qui joue de la basse, Dan Shea pour les claviers, Vernon Black à la guitare, Gigi Conway pour les batteries et Peter Michael pour les percussions. Tous les musiciens et les chœurs sont sous la supervision de Walter Afanasieff, qui joue du piano et dirige la production. Avant d'embarquer pour sa tournée, Carey fait un concert au Madison Square Garden en 1995. Le concert est filmé et sort en DVD sous le nom Fantasy: Mariah Carey at Madison Square Garden. Il est le second DVD de la chanteuse après le film sur le Music Box Tour.
Lorsque les billets pour les trois concerts au Tokyo Dome sont mis en vente, Carey vent les 150 000 tickets ont été vendus en moins de trois heures. Jamais les billets d'un concert ne s'étaient vendus aussi rapidement depuis les Rolling Stones. Les concerts connaissent un véritable succès ; les critiques et les fans s'extasient devant la voix de la chanteuse. En Asie, la présence de Carey dans les années 1990 n'a jamais été égalée par un autre artiste. Son succès international a été comparé à la Beatlemania dans les années 1960. Dans une interview pour MTV, Carey parle de son ressenti sa visite en Asie :

« Tout d'abord, vous faites face à un grand nombre de gens qui ne parlent pas votre langue. Il a fallu que je m'y habitue, mais je pense qu'à la fin du concert, tout le monde a commencé à se détendre. »

Dans le concert, Carey chante quatorze chansons : la plupart de ses grands succès et quelques chansons de l'album Daydream. Ainsi, Fantasy, One Sweet Day, Open Arms, Always Be My Baby, Forever et Underneath the Stars sont ajoutées à la programmation ainsi que des tubes plus anciens. La chanteuse se produit en France, en Allemagne, aux Pays-Bas et au Royaume-Uni. Les tickets se sont bien vendus et la tournée a reçu de bonnes critiques dans les pays européens. Durant les sept concerts de la tournée, Carey a déjà commencé à travailler sur Butterfly. Selon Marc Shapiro, la tournée européenne de la chanteuse est un véritable succès :

« La tournée européenne reflète le succès de ses concerts au Japon. Les apparitions de Mariah à travers les mers sont des expériences pour la chanteuse. La popularité, que montre ses concerts dans ces pays, a atteint des proportions massives. L'accueil qu'ont reçu ses concerts montre que la musique de Mariah traverse les barrières linguistiques et touche tout le monde, un moment émotionnel pour les fans. »

En plus d'une tournée, Carey apparaît dans de nombreuses émissions télévisées et cérémonies. Après la sortie européenne du single Fantasy en septembre 1995, Carey l'interprète lors de l'émission britannique Top of the Pops qui est retransmise sur la télévision asiatique. Elle l'a réinterprète lors de la 23e cérémonie des American Music Awards le 29 janvier 1996. Carey chante One Sweet Day lors de la 38e cérémonie des Grammy Awards où elle reçoit six nominations. Elle l'interprète également lors des funérailles de la Princesse Diana en septembre 1997 avec Elton John. Carey chante One Sweet Day avec les Boyz II Men en 2001 lors d'une émission télévisée sur Noël. La chanteuse reprend Open Arms dans plusieurs émissions en Europe comme Wetten, dass..? en Allemagne, Top of the Pops et Des O'Connor au Royaume-Uni ainsi qu'à la télévision suédoise.

## Prix et récompenses
L'industrie musicale commence à prendre note du succès de Carey. Elle gagne deux récompenses aux American Music Awards de 1996 : « Artiste féminine Pop/Rock favorite » et « Artiste féminine Soul/R&B favorite ». Entre 1995 et 1996, elle est plusieurs fois récompensée aux World Music Awards : « Meilleure artiste féminine R&B », « Meilleure artiste féminine toutes catégories », « Meilleure artiste féminine pop » et « Meilleur artiste toutes catégories ». De plus, Fantasy est nommée « chanson de l'année » aux BMI Awards « single favori » aux Blockbuster Entertainment Awards. En 1996, elle gagne beaucoup de prix aux Billboard Music Awards tels que « Artiste de l'année au Hot 100 », « Hot 100 Airplay » pour Always Be My Baby, « Artiste adulte contemporain de l'année » et un prix spécial pour la performance d'One Sweet Day qui est restée numéro un pendant seize semaines.

### Polémique aux Grammy Awards
« Que pouvez-vous faire ? Laissez-moi tranquille. Je ne veux plus jamais être déçue. Après être restée assise toute la soirée et n'avoir rien gagné, je ne peux rien faire. Mais—et je sais que tout le monde dit ça—je ne m'attendais pas à gagner ».
Daydream est l'un des albums les mieux vendus et mieux critiqués de l'année 1995. En 1996, la cérémonie des Grammy Awards se tient le 28 février au Shrine Auditorium à Los Angeles et Carey est en tête d'affiche. Elle interprète ce soir là One Sweet Day avec les Boyz II Men et reçoivent les applaudissements du public. Lors de la cérémonie des Grammy Awards de 1996, Daydream reçoit six nominations et les critiques commencent à dire que l'album aura « l'avantage » cette année. Cependant, les gagnants sont annoncés un par un et Carey n'entend pas son nom. À la fin de la soirée, Daydream a perdu ses six nominations, choquant la plupart des critiques qui le considèrent comme « l'album de l'année ». Les caméras des télévisions continuent à zoomer sur la tête de Carey, qui a de plus en plus de mal à retenir son sourire. Finalement, elle ne gagnera aucun prix. Sa déception se fait fortement sentir sur son visage. Selon des témoignages, après la soirée, Carey et Mottola se seraient disputés sur ces résultats, aggravant la situation du couple. Même si elle est sélectionnée l'année suivante, elle ne rechantera pas avant la cérémonie de 2006 où elle est nommée pour huit prix (elle en gagnera trois) pour The Emancipation of Mimi.

## Clips
Pour la première fois, Carey décide de réaliser directement ses clips car elle n'a pas été très satisfaite des résultats précédents et veut faire refléter ce qu'elle ressent,. Elle décide donc de réaliser la vidéo de Fantasy seule car elle est sûre que le résultat lui conviendra. Elle veut que le clip dégage « un sentiment de liberté » et essaie de représenter la liberté qu'on lui a donnée pour réaliser cette vidéo. Celle-ci apparaît lors des MTV Video Music Awards le 7 septembre,.

« J'ai fait beaucoup de clips et n'ai pas toujours été ravie à cent pour cent du résultat. Pour la plupart, je n'étais jamais été satisfaite du résultat, alors, je me suis dit qu'il valait mieux que je le fasse moi-même. C'était un concept assez simple. La plupart des scènes se déroulent dans un parc d'attractions et une fête. J'étais vraiment ravie d'avoir O.D.B dans la vidéo remix. »

Lors de l’enregistrement d'One Sweet Day, Carey et Boyz II omettent de tourner un clip pour cause de manque temps. De ce fait, le tournage a eu lieu lors des sessions d'enregistrement où Carey et Boyz II Men enregistrent One Sweet Day. Dans une interview avec Fred Bronson, Walter Afanasieff raconte le tournage :

« C'était fou ! Il y avait l'équipe de tournage lorsque j'essayais de produire la chanson. Et ces gars-là allaient partout, rigolaient avec Mariah et les autres pendant qu'ils les interviewaient... Ils sont restés quelques heures ; j'ai enregistré tout ce que j'ai pu en espérant que ce soit suffisant. »

Le clip d'Always Be My Baby est le second clip réalisé par Carey. Elle se balance sur une balançoire au-dessus d'un lac. La vidéo a un décor « paisible et relaxant » pour transmettre le message de la chanson. Le clip de Forever est tourné à Tokyo durant la tournée. On y voit un collage de scènes de Carey au Tokyo Dome. Elle porte un blouson et un pantalon noirs et a les cheveux ondulés et auburn. On peut voir également trois danseurs, un homme et deux femmes, ainsi qu'un large écran projecteur au fond.

## Liste des pistes
| 1.    | Fantasy                                                                   | Mariah Carey, Chris Frantz, Tina Weymouth, Dave Hall, Adrian Belew, Steven Stanley           | Mariah Carey, Dave Hall                   | 4:03 |
| 2.    | Underneath the Stars                                                      | Mariah Carey, Walter Afanasieff                                                              | Mariah Carey, Walter Afanasieff           | 3:33 |
| 3.    | One Sweet Day (avec Boyz II Men)                                          | Mariah Carey, Michael McCary, Nathan Morris, Wanya Morris, Shawn Stockman, Walter Afanasieff | Mariah Carey, Walter Afanasieff           | 4:42 |
| 4.    | Open Arms                                                                 | Steve Perry, Jonathan Cain                                                                   | Mariah Carey, Walter Afanasieff           | 3:30 |
| 5.    | Always Be My Baby                                                         | Mariah Carey, Jermaine Dupri, Manuel Seal                                                    | Mariah Carey, Jermaine Dupri, Manuel Seal | 4:20 |
| 6.    | I Am Free                                                                 | Mariah Carey, Walter Afanasieff                                                              | Mariah Carey, Walter Afanasieff           | 3:09 |
| 7.    | When I Saw You                                                            | Mariah Carey, Walter Afanasieff                                                              | Mariah Carey, Walter Afanasieff           | 4:24 |
| 8.    | Long Ago                                                                  | Mariah Carey, Jermaine Dupri                                                                 | Mariah Carey, Jermaine Dupri, Manuel Seal | 4:33 |
| 9.    | Melt Away                                                                 | Mariah Carey, Babyface                                                                       | Mariah Carey                              | 3:42 |
| 10.   | Forever                                                                   | Mariah Carey, Walter Afanasieff                                                              | Mariah Carey, Walter Afanasieff           | 4:00 |
| 11.   | Daydream Interlude (Fantasy Sweet Dub Mix)                                | Mariah Carey, Chris Frantz, Tina Weymouth, Dave Hall, Adrian Belew, Steven Stanley           | Mariah Carey, David Morales               | 3:04 |
| 12.   | Looking In                                                                | Mariah Carey, Walter Afanasieff                                                              | Mariah Carey, Walter Afanasieff           | 3:35 |
| 13.   | Fantasy (Def Club Mix)                                                    | Mariah Carey, Chris Frantz, Tina Weymouth, Dave Hall, Adrian Belew, Steven Stanley           |                                           | 3:45 |
| 14.   | El Amor Que Soñé (Disponible uniquement sur les pressages CD hispaniques) | Steve Perry, Jonathan Cain, Manny Benito                                                     | Mariah Carey, Walter Afanasieff           | 3:32 |
| 46:42 |                                                                           |                                                                                              |                                           |      |

## Crédits
Crédits issus de l'album Daydream
| Personnel - Mariah Carey – chant, production, arrangement, bruitage - Walter Afanasieff – production, arrangement, programmation, synthétiseurs, basses, claviers, batterie - Babyface – claviers, chœurs - Michael McCary – écriture, chant - Nathan Morris – écriture, chant - Wanya Morris – écriture, chant - Shawn Stockman – écriture, chant - Manuel Seal – piano, écriture - Tristan Avakian – guitare - Melonie Daniels – bruitage - Jermaine Dupri – production, arrangement, chœurs - Mick Guzauski – mixage - Dave Hall – production, arrangement, programmation - Jay Healy – ingénieur, mixage - Loris Holland – orgues - Dann Huff – guitare - Kurt Lundvall – ingénieur - David Morales – basse, arrangement, claviers, programmation, producteur - Kelly Price – bruitage - Shanrae Price – bruitage | Production - Mike Scott – ingénieur - Manuel Seal – producteur, chœurs - Dan Shea – synthétiseur, basse, claviers, programmation, synthétiseur moog, batterie, basse synthétiseur - Andy Smith – ingénieur - David Sussman – ingénieur, mixage - Phil Tan – ingénieur - Steve Thornton – percussion - Dana Jon Chappelle – ingénieur - Terry Burrus – piano - Satoshi Tomiie – basse, claviers, programmation, basse synthétiseur - Brian Vibberts – ingénieur - Gary Cirimelli – programmation, programmation digitale - Randy Walker – programmation - Acar Key – ingénieur - Frank Filipetti – ingénieur - Mark Krieg – ingénieur - Kirk Yano – ingénieur - Mick Guzauski – mixage |

## Classements et certifications
| Pays                                        | Position | Certification |
| ------------------------------------------- | -------- | ------------- |
| Allemagne                                   | 1        | Platine       |
| Argentine                                   | 7        | –             |
| Australie                                   | 1        | 5x Platine    |
| Autriche                                    | 5        | Or            |
| Belgique (Fr)                               | 3        | –             |
| Belgique (Nl)                               | 6        | –             |
| Canada                                      | 2        | 7x Platine    |
| Danemark                                    | 2        | –             |
| Espagne                                     | 5        | 2 × Platine   |
| Europe                                      | 2        | 3 × Platine   |
| Finlande                                    | 12       | –             |
| France                                      | 2        | 2 × Platine   |
| Hongrie                                     | 13       | –             |
| Irlande                                     | 6        | –             |
| Italie                                      | 6        | –             |
| Japon                                       | 1        | Million       |
| Nouvelle-Zélande                            | 1        | 5x Platine    |
| Norvège                                     | 3        | Platine       |
| Pays-Bas                                    | 1        | Platine       |
| Pologne                                     | –        | Or            |
| Portugal                                    | 1        | –             |
| Royaume-Uni                                 | 1        | 2 × Platine   |
| Suède                                       | 6        | –             |
| Suisse                                      | 1        | Or            |
| États-Unis Billboard 200                    | 1        | Diamant       |
| États-Unis Billboard Top R&B/Hip-Hop Albums | 1        | Diamant       |

| Pays          | Position | Année | Période   |
| ------------- | -------- | ----- | --------- |
| Australie     | 9        | 1995  | 1994-1995 |
| Belgique (Fr) | 38       | 1995  | 1994-1995 |
| Belgique (Nl) | 40       | 1995  | 1994-1995 |
| Canada        | 84       | 1995  | 1994-1995 |
| France        | 17       | 1995  | 1994-1995 |
| Australie     | 9        | 1996  | 1995-1996 |
| Canada        | 12       | 1996  | 1995-1996 |
| France        | 20       | 1996  | 1995-1996 |
| États-Unis    | 2        | 1996  | 1995-1996 |

| Pays       | Position | Année | Période   |
| ---------- | -------- | ----- | --------- |
| États-Unis | 18       | 1999  | 1990-1999 |

### Classements des singles
| 1995                             | Fantasy                          | 1 | 1 | 17 | 1  | 1  | 5  | 9  | 1  | 4  | 10 | - AUS : Platine - FRA : Argent - NZ : Platine - RU : Argent - ÉU : 2 × Platine |
| 1995                             | One Sweet Day (avec Boyz II Men) | 1 | 2 | 25 | 2  | 1  | 5  | 2  | 1  | 6  | 12 | - AUS : Platine - FRA : Argent - NZ : Platine - RU : Argent - ÉU : 2 × Platine |
| 1995                             | Open Arms                        | – | – | 65 | 27 | –  | 29 | 17 | 8  | 4  | 30 | –                                                                              |
| 1996                             | Always Be My Baby                | 1 | 1 | 76 | 17 | 1  | –  | 30 | 5  | 3  | –  | - AUS : Or - NZ : Or - ÉU : Platine                                            |
| 1996                             | Forever                          | – | – | –  | –  | 11 | –  | –  | 44 | 40 | –  | –                                                                              |
| 1996                             | Underneath the Stars             | – | – | –  | –  | –  | –  | –  | –  | –  | –  | –                                                                              |
| "–" Aucune entrée/certification. |                                  |   |   |    |    |    |    |    |    |    |    |                                                                                |

## Compléments